# Elachyptera festiva
Elachyptera festiva är en benvedsväxtart som först beskrevs av John Miers, och fick sitt nu gällande namn av Albert Charles Smith. Elachyptera festiva ingår i släktet Elachyptera och familjen Celastraceae. Inga underarter finns listade.